# Once Caldas

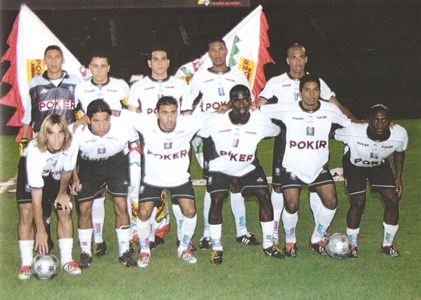
Team van 2003

Corporación Deportiva Once Caldas is een professionele voetbalclub uit Manizales, Colombia.

## Geschiedenis
De club ontstond in 1959 na een fusie tussen Once Deportivo en Deportes Caldas. In de daaropvolgende jaren heeft de club vele verschillende namen gehad, veelal met een verwijzing naar de sponsors. Sinds 1994 wordt gewoon weer de naam Once Caldas gebruikt.
Once Caldas kwam in 1961 voor het eerst uit in de Copa Mustang, de Colombiaanse eredivisie, en wist tot nu toe drie keer (2003-1, 2009-1 en 2010-2) de landstitel te winnen. Ook een van de twee voorlopers van de club, Deportes Caldas, wist eenmaal landskampioen te worden. In 2004 was Once Caldas na Atlético Nacional de tweede Colombiaanse club ooit die de CONMEBOL Libertadores wist te winnen.

## Erelijst
Nationaal
- Categoría Primera A (4)

1950, 2003-I, 2009-I, 2010-II
Internationaal
- CONMEBOL Libertadores (1)

2004

## Kampioensteam
- 1950 — Carlos Arango, Julio Avila [Arg], Evar Cativiela [Arg], Mario Garrido, Norberto Gómez, Alberto Kersull, Eladio Leis [Arg], Ubaldo Luengo, Rafael Maldonado [Ecu], Enrique Navarro [Arg], Segundo Tessori [Arg], Jacinto Villalba [Per], Víctor Kriscuonas Vitatutas [Ltu]. Trainer-coach: Alfredo Cuezo [Arg].

## Trainer-coaches
- Víctor Luna (2005)

## Bekende (oud-)spelers
- José Izquierdo
- Juan Carlos Osorio
- Luis Sinisterra
- Martín Zapata